# Jean-Pierre Cassel
Jean-Pierre Cassel (27. oktober 1932 – 19. april 2007) var en fransk skuespiller, der blev kendt for sine mange filmroller, især i 1960'erne og 1970'erne.

## Filmografi
Blandt de film, Cassel medvirkede i, kan nævnes:
- Disse prægtige mænd i deres flyvende maskiner, eller hvordan jeg fløj fra London til Paris på 25 timer og 11 minutter (Ken Annakin, 1965)
- En hær af skygger (Jean-Pierre Melville, 1969)
- Borgerskabets diskrete charme (Luis Buñuel, 1972)
- De tre musketerer (Richard Lester, 1973)
- Mordet i Orientekspressen (Sidney Lumet, 1974)